# John Reuben
John Reuben, pseudonimo di John Reuben Zappin (Columbus, 14 gennaio 1979), è un rapper statunitense.
È uno dei maggiori esponenti del Christian rap.

## Discografia

### Album
- 2000 Are We There Yet?
- 2002 Hindsight
- 2003 Professional rapper
- 2005 The Boy vs. The Cynic
- 2007 Word of Mouth
- 2009 Sex, Drugs and Self-Control